# Walton Hannah
Walton Hannah (1912-1966) était un pasteur anglican et essayiste anglais qui se convertit par la suite au catholicisme dans les années qui suivirent la parution de son livre Darkness visible.

## Biographie
Walton Hannah s'était fixé pour but de démontrer que la franc-maçonnerie était incompatible avec le catholicisme et le christianisme en général. Son livre était surtout écrit pour les anglicans qui constituaient en Angleterre le noyau dur de la maçonnerie. Il évite toute référence à une hypothétique conspiration maçonnique, déclarant qu'il y a parmi les maçons des gens très honorables et relève que la maçonnerie pratique un bénévolat et une charité louable dans la société. Il préfère se focaliser sur les textes décrivant les rites maçonniques.
En janvier 1951 Hannah écrivit un article intitulé Should a Christian be a Freemason? (Un chrétien peut-il être franc-maçon?) dans la revue Theology, éditée par la Society for Promoting Christian Knowledge (Société pour la promotion de la connaissance chrétienne). L'article fut controversé car à la fois le roi George VI et Geoffrey Fisher, l'archevêque de Canterbury, étaient des  francs-maçons comme beaucoup de clercs anglicans. L'assemblée de l'Église d'Angleterre aborda le sujet en juin 1951, mais aucune conclusion n'en fut tirée. Cela le poussa à rédiger son livre qui sortit en 1952.
En mai 1965, Hannah et son livre furent présentés dans un documentaire de la BBC qui fut vu par une audience de 12 millions de téléspectateurs. Le producteur, James Dewar, écrivit un compte-rendu du programme intitulé The Unlocked Secret qui fut un best-seller. C'était la première fois que le grand public pouvait voir ce qui se passait derrière les portes d'une loge maçonnique, des rituels variés étant joués devant les caméras, sous l'assistance de Hannah. Il mourut l'année suivante à l'âge de 54 ans.

## Thèses
Selon Hannah, le dieu des maçon n'est pas celui des chrétiens, ni même celui des juifs, mais un dieu païen comme le montre le rituel de l'Arc Royal.

## Publications
- Darkness Visible : A Christian Appraisal of Freemasonry, 1952  (ISBN 1-901157-70-9)
- Christian by degrees; Masonic religion revealed in the light of faith, London: Augustine Press 1954[1];